# Deltochilum komareki
Deltochilum komareki là một loài bọ cánh cứng trong họ Bọ hung (Scarabaeidae).